# Ратнівський горст
Ратнівський горст — геологічна структура на північному заході України. Має широтне простягання вздовж правобережжя Прип'яті у межах Волинської та Рівненської областей, утворює рубіж між Ковельським виступом і Волино-Подільською монокліналлю та Поліською сідловиною у Білорусі. Являє собою горст завширшки 15–30 км, розчленований поперечними розривами на блоки, обмежений скидами з амплітудою 0,5—0,6 км. Кристалічний фундамент залягає на глибину до 500 м, осадовий чохол представлений породами протерозою і пізньокрейдової епохи. У рельєфі відповідає частині Поліської низовини.